# Miasta Kuby
Według danych oficjalnych pochodzących z 2010 roku Kuba posiadała ponad 50 miast o ludności przekraczającej 20 tys. mieszkańców. Stolica kraju Hawana jako jedyne miasto liczyło ponad milion mieszkańców; 11 miast z ludnością 100÷500 tys.; 7 miast z ludnością 50÷100 tys.; 25 miast z ludnością 25÷50 tys. oraz reszta miast poniżej 25 tys. mieszkańców.

## Największe miasta na Kubie
Największe miasta na Kubie według liczebności mieszkańców (stan na 31.12.2010) :
| L.p. | Miasto           | Prowincja                   | Liczba ludności |
| ---- | ---------------- | --------------------------- | --------------- |
| 1.   | Hawana           | miasto na prawach prowincji | 2 135 498       |
| 2.   | Santiago de Cuba | Santiago de Cuba            | 425 851         |
| 3.   | Camagüey         | Camagüey                    | 305 845         |
| 4.   | Holguín          | Holguín                     | 277 050         |
| 5.   | Guantánamo       | Guantánamo                  | 207 857         |
| 6.   | Santa Clara      | Villa Clara                 | 205 812         |
| 7.   | Las Tunas        | Las Tunas                   | 153 982         |
| 8.   | Bayamo           | Granma                      | 147 563         |
| 9.   | Cienfuegos       | Cienfuegos                  | 144 207         |
| 10.  | Pinar del Río    | Pinar del Río               | 137 523         |
| 11.  | Matanzas         | Matanzas                    | 132 665         |

## Alfabetyczna lista miast na Kubie
Spis miast Kuby według danych szacunkowych (czcionką pogrubioną wydzielono miasta powyżej 1 mln):
- Amancio
- Artemisa
- Banes
- Baracoa
- Bauta
- Bayamo
- Cabaiguán
- Caibarién
- Camagüey
- Camajuaní
- Cárdenas
- Ciego de Ávila
- Cienfuegos
- Colombia (Santa Lucía)
- Colón
- Consolación del Sur
- Contramaestre
- Cumanayagua
- Florida
- Guanajay
- Guantánamo
- Güines
- Güira de Melena
- Guisa
- Holguín
- Jagüey Grande
- Jatibonico
- Jiguaní
- Jovellanos
- Hawana (La Habana)
- La Maya
- Las Tunas (Victoria de las Tunas)
- Manicaragua
- Manzanillo
- Matanzas
- Mayarí
- Moa
- Morón
- Niquero
- Nueva Gerona
- Nuevitas
- Palma Soriano
- Pinar del Río
- Placetas
- Puerto Padre
- Sagua de Tánamo
- Sagua la Grande
- San Antonio de los Baños
- San Cristóbal
- San Germán (Urbano Noris)
- San José de las Lajas
- San Luis
- Sancti Spíritus
- Santa Clara
- Santiago de Cuba
- Trinidad
- Vertientes